# Pero galea
Pero galea là một loài bướm đêm trong họ Geometridae.